# Birger Hahn
Albert Birger Hahn, född 12 oktober 1917 i Törnevalla församling, Östergötlands län, död 2 juli 1995 i Spånga församling, Stockholms län, var en svensk barn- och ungdomspsykiater. 
Hahn, som var son till överlärare Albert Hahn och Signe Andersson, avlade studentexamen i Linköping 1936, blev medicine kandidat vid Karolinska Institutet i Stockholm 1939 och medicine licentiat där 1944. Han var tillförordnad amanuens och tillförordnad underläkare vid medicinska och kirurgiska avdelningarna på Kronprinsessan Lovisas barnsjukhus 1945–1946 samt förste och andre underläkare vid medicinska avdelningen där 1947–1952, tillförordnad underläkare på Stockholms epidemisjukhus 1946, förste underläkare vid psykiatriska kliniken på Karolinska sjukhuset 1953–1954 samt blev biträdande läkare inom Stockholms stads psykiska barna- och ungdomsvård 1955 och var överläkare på dess rådgivningscentral i Vällingby från 1956.